# Nationale Bank Hongarije
De Nationale Bank Hongarije (Hongaars: Magyar Nemzeti Bank (MNB)) is de centrale bank van Hongarije.
Deze bank is op 24 juni 1924 opgericht en behoort tot het Europees Stelsel van Centrale Banken, maar ligt buiten de Eurozone.